# Island Lake, Illinois
Island Lake là một làng thuộc quận McHenry, tiểu bang Illinois, Hoa Kỳ. Năm 2010, dân số của làng này là 8080 người.

## Dân số
Dân số qua các năm:
- Năm 2000: 8153 người.
- Năm 2010: 8080 người.